# Ainay-le-Vieil
Ainay-le-Vieil település Franciaországban, Cher megyében. Lakosainak száma 191 fő (2022. január 1.). Ainay-le-Vieil Lételon, La Celette, Colombiers, Coust, Drevant, La Groutte, La Perche és Saint-Georges-de-Poisieux községekkel határos.

## Népesség
A település népessége az elmúlt években az alábbi módon változott:
| Lakosok száma | 245  | 182  | 170  | 194  | 203  | 187  | 186  | 191  | 191  | 191  |
|               | 1968 | 1982 | 1990 | 2006 | 2013 | 2015 | 2017 | 2019 | 2020 | 2022 |